# Buffalo Bills 1961
La stagione 1961 dei Buffalo Bills è stata la seconda della franchigia nell'American Football League. Sotto la direzione del capo-allenatore al secondo anno Buster Ramsey la squadra ebbe un record di 6-8, classificandosi quarta nella AFL Eastern Division e mancando l'accesso ai playoff per il secondo anno consecutivo.
I Bills ebbero una situazione dei quarterback problematica, con l'ex Redskin M.C. Reynolds, il quarterback al secondo anno Johnny Green e l'ex Lion Warren Rabb che faticarono tutti. Nessuno completò più del 46% dei propri passaggi e solo Reynolds ebbe un record vincente (2–1) e lanciò più di 1.000 yard.
Il punter Billy Atkins guidò la lega in punt calciati con 85 e in yard medie per punt con 44,5. Atkins giocò anche in difesa per i Bills nel 1961, guidando la AFL con 10 intercetti.
Nella pre-stagione, i Bills divennero l'unica squadra della storia della AFL (e della NFL) a perdere con una della Canadian Football League, gli Hamilton Tiger-Cats.

## Roster
| Roster dei Buffalo Bills nel 1961 |
| --- |
| Quarterback - 18 Johnny Green - 15 Richie Lucas - 14 Tommy O'Connell - 17 Warren Rabb - 14 M.C. Reynolds Running Back - 33 Art Baker FB - 26 Dewey Bohling HB - 46 Fred Brown RB - 80 Monte Crockett HB/WR - 23 Willmer Fowler HB Wide Receiver - 88 Glenn Bass WR/PR - 30 Wray Carlton RB/WR - 85 Dan Chamberlain - 44 Elbert Dubenion Tight End - 84 Perry Richards E/TE - 81 Tom Rychlec Offensive Linemen - 64 Stew Barber T - 64 Tom Day G - 60 John Dittrich G - 77 Donald Chelf G/T - 70 Chuck Muelhaupt T - 74 Harold Olson T - 75 Ken Rice T - 66 Billy Shaw C/G - 60 Wayne Wolff G Defensive Linemen - 73 Chuck McMurtry DT - 76 Jack Scott DT - 79 Jim Sorey DT - 87 Laverne Torczon DE - 71 Mack Yoho DE/K Linebacker - 50 Al Bemiller LB - 54 Joe Hergert LB/K - 57 Ralph Felton LB - 59 Cotton Letner LB - 56 Archie Matsos LB - 85 John Tracey OLB/TE Defensive Back - 25 Jim Crotty CB - 42 Jack Johnson SS - 25 Billy Majors CB - 45 Richie McCabe CB - 42 Don McDonald CB - 25 Vern Valdez CB - 22 Jim Wagstaff FS - 47 Willie West CB Special Team - 20 Billy Atkins SS/K/P |
| Legenda - I rookie sono in corsivo. - Il primo ruolo è il principale mentre gli eventuali successivi indicano i ruoli secondari. - (IR) sta per Injured Reserve ed indica la lista ristretta per un solo giocatore infortunato che può tornare ad allenarsi dopo la settimana 6 e a rientrare in prima squadra dopo che questa ha giocato 8 partite. - (NF-Inj.) / (NF-Ill.) stanno rispettivamente per Non-Football Injured e Non-Football Illness ed indicano le liste dove viene inserito un giocatore che ha un infortunio o una malattia non dipendente dal football americano. - (PUP) sta per Physically Unable to Perform ed indica la lista dove viene inserito un giocatore mentre è in attesa di recuperare la condizione fisica. Nella stagione regolare dopo la sesta partita giocata dalla propria squadra, il giocatore ha tempo tre settimane per riprendere ad allenarsi, più tre settimane aggiuntive dal suo rientro agli allenamenti per rientrare in prima squadra. |

## Calendario
| Stagione regolare |                   |                       |           |                         |        |          |
| Turno             | Data              | Avversario            | Risultato | Stadio                  | Record | Pubblico |
| 1                 | 10 settembre 1961 | Denver Broncos        | S 22–10   | War Memorial Stadium    | 0–1    | 16,636   |
| 2                 | 17 settembre 1961 | New York Titans       | V 41–31   | War Memorial Stadium    | 1–1    | 15,584   |
| 3                 | 23 settembre 1961 | Boston Patriots       | S 23–21   | War Memorial Stadium    | 1–2    | 21,504   |
| 4                 | 30 settembre 1961 | San Diego Chargers    | S 19–11   | War Memorial Stadium    | 1–3    | 20,742   |
| 5                 | 8 ottobre 1961    | at Houston Oilers     | V 22–12   | Jeppesen Stadium        | 2–3    | 22,761   |
| 6                 | 15 ottobre 1961   | Dallas Texans         | V 27–24   | War Memorial Stadium    | 3–3    | 20,678   |
| 7                 | 22 ottobre 1961   | at Boston Patriots    | S 52–21   | Boston University Field | 3–4    | 9,398    |
| 8                 | 29 ottobre 1961   | Houston Oilers        | S 28–16   | War Memorial Stadium    | 3–5    | 21,237   |
| 9                 | 5 novembre 1961   | Oakland Raiders       | S 31–22   | War Memorial Stadium    | 3–6    | 17,027   |
| 10                | 12 novembre 1961  | at Dallas Texans      | V 30–20   | Cotton Bowl             | 4–6    | 15,000   |
| 11                | 19 novembre 1961  | at Denver Broncos     | V 23–10   | Bears Stadium           | 5–6    | 7,645    |
| 12                | 23 novembre 1961  | at New York Titans    | S 21–14   | Polo Grounds            | 5–7    | 12,023   |
| 13                | 3 dicembre 1961   | at Oakland Raiders    | V 26–21   | Candlestick Park        | 6–7    | 8,011    |
| 14                | 10 dicembre 1961  | at San Diego Chargers | S 28–10   | Balboa Stadium          | 6–8    | 24,486   |

## Classifiche
| AFL Eastern Division |    |   |   |      |       |     |     |     |
|                      | V  | S | P | %    | DIV   | PF  | PS  | STR |
| Houston Oilers       | 10 | 3 | 1 | .769 | 4–1–1 | 513 | 242 | V9  |
| Boston Patriots      | 9  | 4 | 1 | .692 | 2–3–1 | 413 | 313 | V4  |
| New York Titans      | 7  | 7 | 0 | .500 | 3–3   | 301 | 390 | S2  |
| Buffalo Bills        | 6  | 8 | 0 | .429 | 2–4   | 294 | 342 | S1  |

Nota: I pareggi non venivano conteggiati ai fini della classifica fino al 1972.